# Parents
Parents är en låt av det amerikanska punkrock-bandet the Descendents. Låten återfinns på albumet Milo Goes to College, släppt 1982. Låten skrevs av gitarristen Frank Navetta. Den handlar om Navettas dåliga relation till hans föräldrar, som visas av texten "They don't even know I'm a boy / They treat me like a toy / But little do they know / That one day I'll explode".
Den senaste gången bandet spelade "Parents" live var 2014.

## Musiker
- Milo Aukerman - sång
- Tony Lombardo - bas
- Frank Navetta - gitarr
- Bill Stevenson - trummor

Källa